# Lost: Missing Pieces
Lost: Missing Pieces è una serie di 13 mini-episodi della durata di circa 3 minuti che approfondisce alcuni aspetti della serie televisiva Lost rimasti fino a quel punto nell'ombra, ma solo alcuni sono fondamentali per la comprensione dell'intera storia.

## Produzione
Gli eventi in essi narrati si collocano perfettamente nella storia principale di Lost e sono stati girati a Honolulu (Hawaii), dalla stessa produzione e con lo stesso cast della serie televisiva, quindi, gli episodi vengono considerati ufficiali estensioni della serie TV. I Missing Pieces talvolta sono stati chiamati anche Webisodes o Mobisodes. 
Sono stati distribuiti per la prima volta nell'intervallo fra la terza e la quarta stagione in anteprima per i possessori di cellulari Verizon tra il novembre 2007 ed il gennaio 2008, in seguito poi ripubblicati dopo una settimana gratis in streaming sul sito ufficiale della serie ed infine inclusi come contenuti speciali nel cofanetto DVD/Blu Ray della quarta stagione. Si tratta di scene girate appositamente ex novo, fatta eccezione per il dodicesimo, costituito da una scena tagliata e mai andata in onda dall'episodio Storia di due città, e per parte del tredicesimo, che altro non è che l'inizio del 1º episodio della prima stagione. A seguire i titoli originali e della traduzione italiana dei Missing Pieces, con i personaggi protagonisti di ognuno.
Il progetto fu inizialmente annunciato nel novembre 2005 e avrebbe dovuto avere il titolo "Lost Video Diaries", tuttavia, la produzione venne ritardata più volte a causa di vincoli contrattuali.
Inizialmente si era pensato di creare una storia a sé (autoconclusiva) che si sarebbe concentrata su due personaggi inediti dell'"universo" di Lost, ma dopo mesi di negoziati senza successo, il progetto venne accantonato dalla ABC.
Solo nel giugno del 2007 venne annunciata la futura produzione di tali episodi ed il nuovo titolo che sarebbe divenuto "Lost: Missing Pieces"; anche la natura di tali episodi venne cambiata, infatti si optò non per una storia unica, bensì per 13 mini-episodi ciascuno dei quali non legato ad un altro.
Nel 2008, la serie dei Missing Pieces ha ricevuto una "nomination" per un Emmy Award.

## Episodi
| Stagione       | Episodi | Prima TV originale | Prima TV Italia |
| -------------- | ------- | ------------------ | --------------- |
| Prima stagione | 13      | 2007-2008          |                 |